# قطن (قبيلة)
قطن هو موقع في المملكة العربية السعودية. كانت قبيلة بنو أسد بن خزيمة (لا ينبغي الخلط بينها وبين قبيلة بني أسد) من سكان قطن، بالقرب من فيض، وكانت قبيلة قوية مرتبطة بقريش. سكنوا قرب تل قطن في نجد. يُزعم أن محمدًا تلقى تقارير استخباراتية تفيد بأنهم يخططون لغزو المدينة المنورة، فهاجمهم في غزوة قطن. أرسل قوة من 150 رجلاً بقيادة أبي سلمة عبد الله بن عبد الأسد لشن هجوم مفاجئ على هذه القبيلة. في اليوم الأول من محرم.